# Zdzislaw Antczak
Zdzislaw Antczak, född den 20 november 1947 i Miłkowice, Nedre Schlesiens vojvodskap, Polen, död den 28 februari 2019, var en polsk handbollsspelare.
Han tog OS-brons i herrarnas turnering i samband med de olympiska handbollstävlingarna 1976 i Montréal.